# مندی رز
آماندا ساکومانو (به انگلیسی: Amanda Saccomanno) (زاده 18 ژوئیه1991) یک کشتی‌گیر حرفه ای آمریکایی، شخصیت تلویزیونی و رقیب سابق تناسب اندام و چهره است او در برند راو فعالیت دارد.
او به WWE وارد شده‌است، جایی که او تحت نام مندی رز در برند راو فعالیت می‌کند. در سال ۲۰۱۵، او در رقابت WWE Tough Enough دوم شد. در همان سال، وی با WWE قرارداد بست و به نمایش تلویزیونی Total Divas پیوست او هم اکنون در برند راو فعالیت میکند.
در سال ۲۰۱۷ او و سونیا دویل در کنار پیج گروه ابسلوشن را تشکیل دادند اما پس از مدتی این گروه به دلیل مصدومیت پیج و خیانت سونیا دویل بهم خورد.

## اوایل زندگی
ساکومانو در حومه شهر نیویورک وستچستر نیویورک به دنیا آمد، او از ۴ فرزند خانواده کوچکترین است. او تبار ایرلندی و ایتالیایی دارد. نام مستعار کودکی او «همبرگر» بود. او در دبیرستان یورک تاون، جایی که در رقص شرکت کرد، درس خواند. او بعداً مدرک لیسانس خود را در کالج ایونا به دست آورد و در رشته آسیب‌شناسی گفتار فعالیت داشت. او در سال ۲۰۱۳ وارد اولین مسابقه تناسب اندام خود شد و مقام اول را در نمایشگاه بدنسازی و بدنسازی بوستون در جهان بدست آورد.
وی همچنین قهرمان بیکینی فیتنس زیبایی و مد زیبایی در سال ۲۰۱۴ شد.

## ورود به دنیای کشتی حرفه ای

### WWE

#### Tough Enough و ان اکس تی (۲۰۱۵–۲۰۱۷)
Saccomanno از ژوئن ۲۰۱۵ وارد رقابت‌های WWE Tough Enough شد. او در قسمت ۲۸ ژوئیه در معرض خطر حذف بود، اما توسط میز نجات یافت. در طول فینال فصل، او نام حلقه ای مندی رز را به تصویب رساند، یک بازی برابر آلیشیا فاکس از دست داد و پس از برندگان سارا لی و جاش بردل، در رده دوم قرار گرفت.
پس از پایان فصل Tough Enough، مشخص شد که رز قرارداد ۵ ساله با این شرکت امضا کرده‌است. رز اولین حضور خود در منطقه را برای اولین بار در منطقه توسعه NXT، در طول یک مسابقه تیمی با شش زن در یک رویداد زنده در ونیز، فلوریدا در تاریخ ۳۰ ژانویه ۲۰۱۶ انجام داد. در قسمت ۱۷ آگوست NXT، رز در یک بازی تیمی با برچسب شش زن به همراه داریا برناتو و الکسا بلیس آغاز به کار کرد که در آن مقابل کارملا، لیو مورگان و نیکی گلنکروس شکست خوردند. در قسمت ۲۸ نوامبر NXT، رز اولین مسابقه تک نفره خود را با Ember Moon از دست داد.

#### اتحاد باسونیا دویل(۲۰۱۷ - در حال حاضر)
در تاریخ ۲۰ نوامبر ۲۰۱۷ در شو Raw مندی به سونیا دویل و پیج پیوست و گروه ابسلوشن تشکیل شد و آنها در اولین حضور خود به ساشا بنکس، بیلی، میکی جیمز و الکسا بلیس حمله کردند. رز اولین مسابقه تلویزیونی خود را در لیست اصلی در Tribute to Troops در تاریخ ۱۹ دسامبر برگزار کرد، جایی که ابسلوشن بیلی، میکی جیمز و ساشا بنکس را شکست داد.

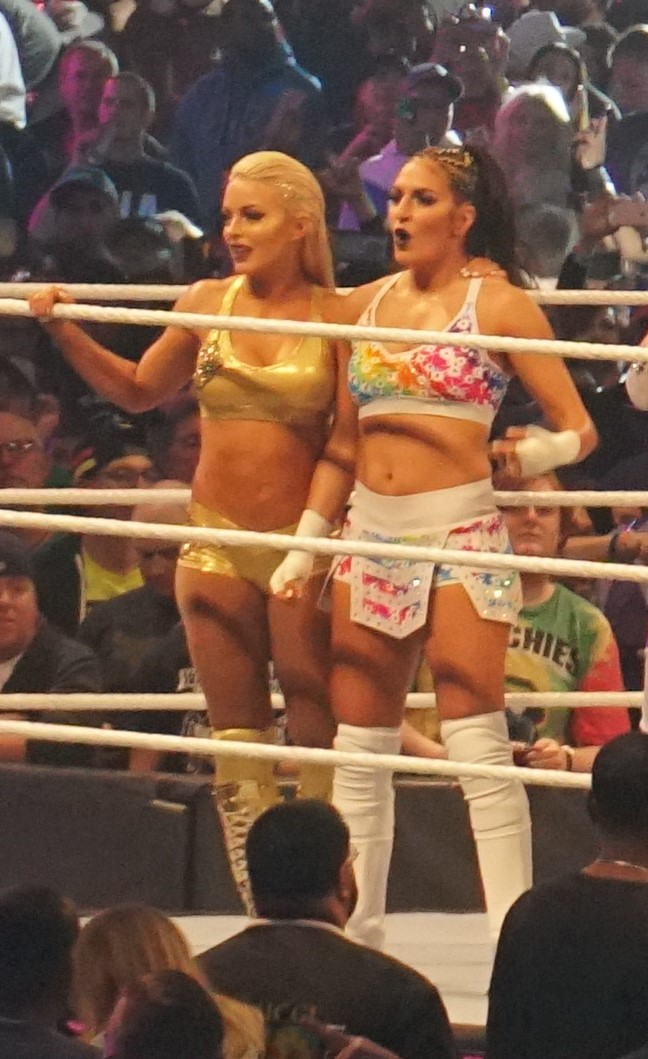
رز (سمت چپ) به همراه سونیا دویل در WrestleMania 34 در آوریل ۲۰۱۸

در ۲۸ ژانویه ۲۰۱۸ در رویال رامبل، رز چهارمین نفر به اولین مسابقه رویال رامبل زنان وارد شد، و او توسط لیتا حذف شد. به موازات فعالیت‌های خود در مورد Raw، رز همچنین به دلیل مصدومیت آلیشیا فاکس جایگزین او در مسابقه Mixed Match شد که در آنجا با گلدوست جفت شد و در دور اول به جیمی اوسو و نائومی باختند. در ماه فوریه، رز در نخستین مسابقه الیمینیشن چیمبر زنان شرکت کرد و در آنجا توسط الکسا بلیس حذف شد. در ماه آوریل، پیج به دلیل آسیب دیدگی در گردن از ابسلوشن کنار رفت و مدیر کل SmackDown شد.
در طول Superstar Shake-up 2018، مندی و سونیا به اسمکداون فرستاده شدند، اما پیج اعلام کرد که به آنها کمک نمی‌کند و ابسلوشن به پایان رسیده‌است. در طول تابستان، رز به اتحاد خود با دویل ادامه می‌داد زیرا این دو نفر همچنان تیمی بودند و در مسابقات مختلفی با تیم‌ها شرکت می‌کردند. بعدها مشکلاتی بین مندی و سونیا به وجود آمد.
مندی در بتل رویال در پی پر ویو WWE Evolution سونیا را حذف کرد. پس از انتخاب دوم برای حضور در تیم Smackdown برای مسابقه حذف سنتی پنج بر پنج برابر او، این داستان همچنان ادامه داشت. سرانجام رز بعنوان شرکت کننده نهایی این تیم اعلام شد و در اولین حضورش در سروایور سریز، دوباره با سونیا در یک تیم قرار گرفت، او قبل از حذف شدن توسط ساشا بنکس، میکی جیمز را حذف کرد.
بعد از سری Survivor، مشکلات مندی و سونیا کمتر شد و این دو همچنان باهم کار کردند و به عنوان تیم به کار خود ادامه دادند. پس از پایان سال ۲۰۱۸ رز شروع به دشمنی با نائومی کرد و با شوهر نائومی تلاش به دوستی کرد تا کار کند آنها از هم طلاق بگیرند در نهایت رز و نائومی در یک مسابقه مقابل هم قرار گرفتند و نائومی رز را شکست داد رقابت بین رز و نائومی همچنان ادامه داشت که هر دو زن در مسابقه رویال رامبل زنان در رویداد رویال رامبل، در تاریخ ۲۷ ژانویه سال ۲۰۱۹، مقابلهم قرار گرفتند و نائومی مندی را حذف کرد اما بعد مندی او را حذف کرد در ماه فوریه، رز پس از تبادل دو پیروزی بر یکدیگر، به همدلی با نائومی پایان داد. در تاریخ ۱۷ فوریه، رز و دویل در یک مسابقه شش تیمی برای حذف مسابقه قهرمانی WWE مسابقات قهرمانی تیم بانوان WWE شرکت کردند که در آنجا آنها مسابقه را با ساشا بنکس و بیلی آغاز کردند و سپس این دو تیم، تیم نهایی شدند. اما در نهایت تیم ساشا و بیلی پیروز شدند.
WrestleMania 35 در دومین مسابقه سلطنتی زنان WrestleMania با هم به رقابت پرداختند، اما آنها یکی از آخرین رقبای حذف شده از مسابقه بودند. در ماه مه، به دویل و رز فرصتی داده شد که در مسابقه مانی این د بک زنان باشند. دویل می‌خواست به مندی رز کمک کند تا از نردبان بالا رود و کیف را بگیرد، اما بیلی توانست با آنها مبارزه کند و کیف را بگیرد.
رز و دویل، که اکنون با عنوان "Fire & Desire" لقب گرفته‌اند، در ۳ سپتامبر قسمت اسمکداون، الکسا بلیس و نیکی کراس را شکست دادند تا یک فرصت برای قهرمانی تگ تیم زنان در کلش آف چمپیونس کسب کنند. اما در کلش آف چمپیونس مندی رز و سونیا دویل نتوانستند کمربند قهرمانی تگ تیم زنان را بدست آورند.

## سایر رسانه‌ها
رز در انتشارات مختلف بدنسازی از جمله Fitness Gurls , Fit & Firm و FitFemme به نمایش درآمده است.
رز به عنوان بخشی از بازیگران اصلی برای پنجمین فصل از مجموعه توتال دیواز، که پخش در ژانویه سال ۲۰۱۶ آغاز شد ظاهر شد.
رز اولین بازی ویدیویی WWE را به عنوان شخصیت قابل پخش در WWE 2K19 بدست آورد.

## زندگی شخصی
ساکومانو در اورلاندو، فلوریدا ساکن است. او در یوگا، پیلاتس و کراس فیت شرکت می‌کند.
در آوریل سال ۲۰۱۸، مندی رز فاش کرد که با Tino Sabbatelli یکی از کشتی گیران NXT ارتباط دارد.
وی هم اکنون از دبلیو دبلیو ایی (wwe)به دلیل پخش ویدیو و عکس های خصوصی از اونلی فنز اخراج شده است (2022)

مندی رز در سال ۲۰۲۴ اعلام کرد که با کشتی گیری به نام اریک یانگ وارد رابطه است.

## فیلمبرداری
| سال  | عنوان            | نقش  | یادداشت                        |
| ---- | ---------------- | ---- | ------------------------------ |
| ۲۰۱۵ | WWE سخت کافی است | خودش | مسابقه؛ دونده (فصل ۶)          |
| ۲۰۱۶ | Total Divas      | خودش | بازیگران اصلی (فصل ۵): ۱۰ قسمت |

## مسابقات قهرمانی و موفقیت‌ها

### مدل‌سازی تناسب اندام
- بدنسازی و بدنسازی بدنسازی و مد
  - 2014 WBFF بوستون - (مقام اول)
  - مسابقات جهانی WBFF Diva Bikini Pro 2014 - (مقام اول)

### کشتی حرفه ای
- Wrestling Pro Illustrated
  - رتبه ۶۹ از ۱۰۰ کشتی‌گیر برتر بانوان در PWI 100 زن در سال ۲۰۱۸ را کسب کرد[۶۰]